# Microevolució
La microevolució és l'esdeveniment de canvis a petita escala en les freqüències al·lèliques d'una població, al cap de poques generacions, també coneguda com el canvi a nivell d'espècie o per sota d'aquest.
Aquest canvis poden ser donats per diversos processos: mutació, selecció natural, flux genètic, i deriva genètica.
La genètica de poblacions és la branca de la biologia que proporciona l'estructura matemàtica per estudiar el procés de microevolució.